# Anaplectoides viridior
Anaplectoides viridior là một loài bướm đêm trong họ Noctuidae.